# Llwynywermod
Llwynywermod (em galês: Llwynywermwd), também conhecido como Llwynywormwood, é uma propriedade do Ducado da Cornualha, nos arredores do Parque Nacional de Brecon Beacons em Carmarthenshire no País de Gales. A propriedade de 192 acres fica próxima da vila de Myddfai, Llandovery em Carmarthenshire. A estação mais próxima é Llandovery, que fica a 3,21 km de distância da propriedade.

## História
William Williams, um parente de Ana Bolena, rainha consorte da Inglaterra enquanto segunda das seis esposas do rei Henrique VIII, foi o proprietário nos séculos XIII ou XIV. Em 1815, George Griffies-Williams foi tornado barão, e Llwynywermod tornou-se a sede dos baronetes Griffies-Williams, uma linhagem que chegou ao fim de 1877.
Em novembro de 2006, Llwynywermod foi comprado pelo Ducado da Cornualha como residência do Duque no País de Gales. O ducado concluiu a compra da propriedade em abril de 2007. O então príncipe Carlos, que também era Duque da Cornualha desde 1952, e sua esposa, a então Duquesa da Cornualha, passaram a residir na propriedade no verão de 2008.

## Construção
A casa de campo de três quartos foi convertida em uma residência para o Príncipe de Gales por Craig Hamilton Architects usando técnicas de construção tradicional. Anteriormente havia uma cocheira para a casa de campo de 13 quartos da família Griffies-Williams, mas que hoje está em ruínas. Os chalés da fazenda, chamados North Range e West Range são adjacentes à casa principal e alugados como acomodações de férias quando o Duque e a Duquesa da Cornualha não estão na residência.